# 去氧核糖核酸酶

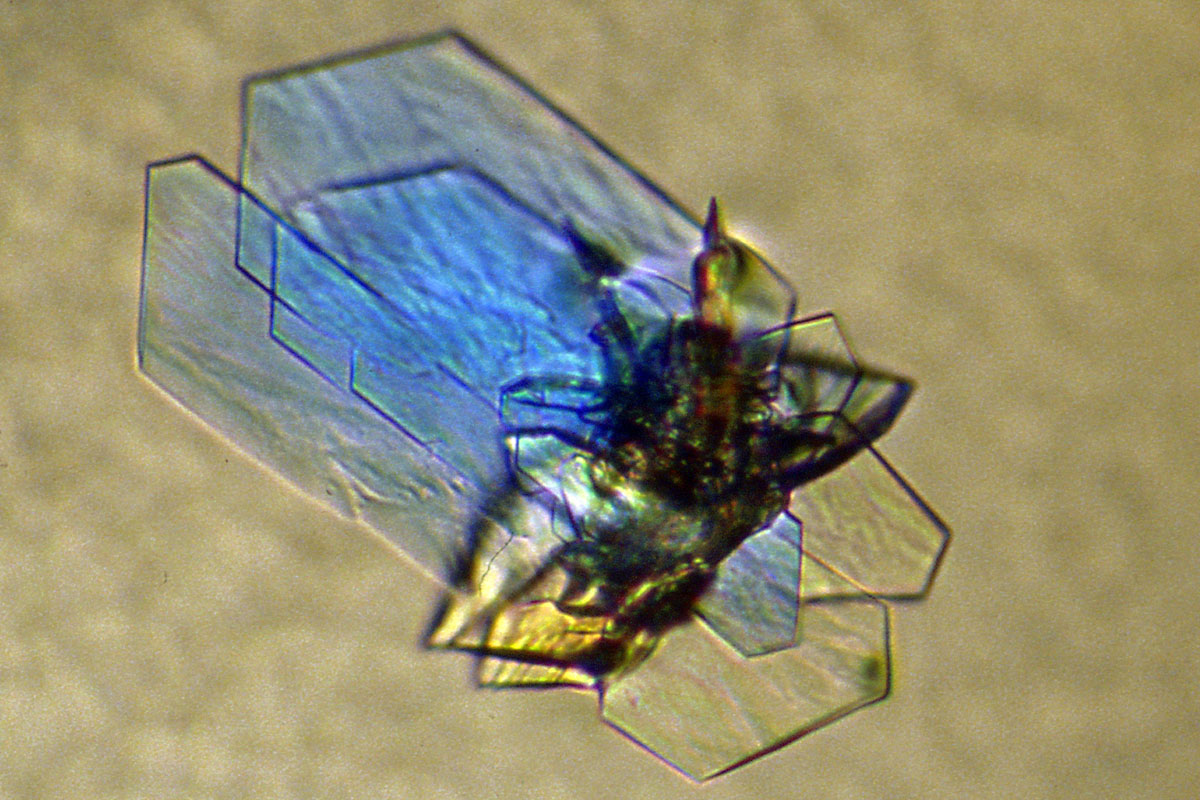
Crystals of a DNase protein.

去氧核糖核酸酶（英語：Deoxyribonuclease；縮寫：DNase）又稱DNA酶，是指能經由水解作用，將DNA骨架上的磷酸雙酯鍵切斷的酶。DNA酶是核酸酶（nuclease）中的一種，目前已知的DNA酶有許多不同類型，主要差異在於受質專一性、化學反應機制，以及生物學上的功能。